# Supergirl (Fernsehserie)
Supergirl ist eine US-amerikanische Science-Fiction-Fernsehserie, die auf der gleichnamigen Figur von DC Comics basiert und am 26. Oktober 2015 auf CBS erstausgestrahlt wurde. Sie wurde von Greg Berlanti, Ali Adler und Andrew Kreisberg entwickelt und wurde von Warner Bros. Television sowie Berlanti Television produziert. Für die zweite Staffel wechselte Supergirl zum CBS-Schwestersender The CW.
Die Serie spielt im selben Multiversum wie die beiden DC-Serien Arrow und The Flash. In der Episode Blitzbesuch (OT: Worlds Finest) durchquert Barry Allen aus der Serie The Flash ein interdimensionales Portal und besucht National City, die Heimatstadt Supergirls auf ihrer Erde 38. Nach dem Crossover Crises on Infinite Earths spielt Supergirl auf Earth Prime, derselben Erde, auf der auch die anderen Serien des Arrowverse beheimatet sind.
ProSieben strahlte die erste Staffel in Deutschland ab dem 15. März 2016 aus. Staffel 2 folgte ab dem 29. März 2017. Die dritte und vierte Staffel wurden beim Pay-TV-Sender ProSieben Fun ausgestrahlt.
Auf Netflix wurde die Serie ebenfalls ausgestrahlt und alle 6 Staffeln sind momentan verfügbar.
Am 6. Januar 2020 gab The CW bekannt, die Serie um eine 6. Staffel zu verlängern. Aufgrund der COVID-19-Pandemie begann die Ausstrahlung nicht wie bisher Anfang Oktober, sondern erst am 30. März 2021.
Im September 2020 wurde offiziell das Ende der Serie nach der sechsten Staffel angekündigt. Die Serie endete mit der am 9. November 2021 ausgestrahlten zwanzigsten Folge der sechsten Staffel.

## Handlung
Die 24-jährige Kara Zor-El kam im Alter von 13 Jahren vom Planeten Krypton auf die Erde und wurde von der irdischen Familie Danvers adoptiert. Bei einem unerwarteten Zwischenfall wird sie gezwungen, sich ihrer Superkräfte, die sie lange Zeit zugunsten einer „normalen“ Lebensführung versteckt hatte, zu bedienen und rettend einzugreifen. Dabei offenbart sie der Öffentlichkeit ihre Superkräfte. Nun muss sie lernen, ihr Doppelleben als persönliche Assistentin der Chefin des Medienunternehmens CatCo und als Superheldin, die National City beschützt, in Einklang zu bringen. Gleichzeitig wird die Erde von außerirdischen als auch von menschlichen Bösewichten bedroht, die von der irdischen Organisation Department of Extranormal Operations (DEO) bekämpft werden. Karas Adoptivschwester Alex ist Agentin dieser Organisation, die von Hank Henshaw (Martian Manhunter) geführt wird; zur vierten Staffel folgt sie diesem als Leiterin.

## Besetzung und Synchronisation
Die deutschsprachige Synchronfassung entstand im Auftrag von ProSiebenSat.1 Media durch die Synchronfirma Arena Synchron in Berlin. Christiane Werk und Marcel Kurzidim schrieben die Dialogbücher, Patrick Baehr und Max Felder führten die Dialogregie.

### Hauptbesetzung
| Rollenname                                                                | Schauspieler/in    | Hauptrolle | Nebenrolle | Synchronsprecher/in           |
| ------------------------------------------------------------------------- | ------------------ | ---------- | --- | ----------------------------- |
| Kara Zor-El / Kara Danvers / Supergirl / Overgirl (Erde-X) / Red Daughter | Melissa Benoist    | 1.01–6.20  | | Merete Brettschneider         |
| Alex Danvers / Sentinel                                                   | Chyler Leigh       | 1.01–6.20  | | Marie Bierstedt               |
| Hank Henshaw / J'onn J'onzz / Martian Manhunter                           | David Harewood     | 1.01–6.20  | | Torsten Michaelis             |
| James Olsen / Guardian                                                    | Mehcad Brooks      | 1.01–5.04  | 6.20 | Marios Gavrilis Simon Derksen |
| Winslow „Winn“ Schott, Jr.                                                | Jeremy Jordan      | 1.01–3.23  | 5.11–5.13, 6.20 | René Dawn-Claude              |
| Cat Grant                                                                 | Calista Flockhart  | 1.01–1.20  | 2.01–2.02, 2.21–3.01, 6.20                                                                                            | Daniela Hoffmann              |
| Cat Grant                                                                 | Eliza Helm         |            | 6.05–6.06 | Daniela Hoffmann              |
| Mon-El                                                                    | Chris Wood         | 2.01–3.23  | 5.13, 6.20 | Wanja Gerick                  |
| Maggie Sawyer                                                             | Floriana Lima      | 2.03–2.22  | 3.01–3.05 | Anita Hopt                    |
| Lena Kieran Luthor                                                        | Katie McGrath      | 3.01–6.20  | 2.01, 2.03–2.05, 2.08, 2.12, 2.15, 2.18–2.22                                                                          | Sonja Spuhl                   |
| Samantha Arias / Reign                                                    | Odette Annable     | 3.01–3.23  | 5.13 | Rubina Nath                   |
| Querl "Brainy" Dox / Brainiac 5                                           | Jesse Rath         | 4.01–6.20  | 3.10–3.11, 3.16–3.18, 3.23                                                                                            | Julien Haggège                |
| Nia Nal / Dreamer                                                         | Nicole Maines      | 4.01–6.20  | | Daniela Molina                |
| Ben Lockwood / Agent Liberty                                              | Sam Witwer         | 4.01–4.22  | 5.13 | Karlo Hackenberger            |
| Lauren Haley                                                              | April Parker Jones | 4.04–4.22  | | Heike Schroetter              |
| Eve Teschmacher / Hope                                                    | Andrea Brooks      | 5.01–5.19  | 2.01, 2.05, 2.11–2.12, 2.20, 3.02, 3.05, 3.12, 3.19, 3.21–3.22, 4.02–4.03, 4.06–4.07, 4.13–4.18, 4.20–4.22, 6.01–6.02 | Lina Rabea Mohr               |
| Kelly Olsen                                                               | Azie Tesfai        | 5.01–6.20  | 4.15, 4.17–4.22 | Leonie Dubuc                  |
| William Dey                                                               | Staz Nair          | 5.01–6.18  | | Roman Wolko                   |
| Andrea Rojas / Acrata                                                     | Julie Gonzalo      | 5.01–6.20  | | Nora Kunzendorf               |
| Mar Novu / The Monitor (Erde 90)                                          | LaMonica Garrett   | 5.08–5.09  | 4.08–4.09, 4.22 | Ralf David                    |
| Nyxlygsptlnz "Nyxly"                                                      | Peta Sergeant      | 6.03–6.20  | | Gundi Eberhard                |

1. ↑  In Episode 5.01–5.04

### Nebenbesetzung
| Rollenname                              | Schauspieler/in      | Nebenrolle | Synchronsprecher/in                |
| --------------------------------------- | -------------------- | --- | ---------------------------------- |
| Alura Zor-El / Astra In-Ze / Noel Neill | Laura Benanti        | 1.01–1.02, 1.07–1.09, 1.13–1.14, 1.19–1.20, 2.04                                                                      | Katrin Fröhlich                    |
| Alura Zor-El / Astra In-Ze / Noel Neill | Erica Durance        | 3.01–3.02, 3.04, 3.06, 3.09, 3.20–3.23, 5.09                                                                          | Tanja Geke                         |
| Zor-El                                  | Robert Gant          | 1.01, 1.09, 1.13, 2.08                                                                                                | Otto Strecker                      |
| Zor-El                                  | Jason Behr           | 6.02–6.04, 6.07–6.08                                                                                                  |                                    |
| Kara Zor-El / Kara Danvers (jung)       | Malina Weissman      | 1.01–1.02, 1.04, 1.08, 1.15, 1.17, 1.20                                                                               | Clara Drews                        |
| Kara Zor-El / Kara Danvers (jung)       | Izabela Vidovic      | 3.03, 3.06, 4.21, 6.05–6.06                                                                                           | Vivien Gilbert                     |
| Alex Danvers (jung)                     | Jordan Mazarati      | 1.01, 1.04, 1.17, 2.19                                                                                                | Victoria Frenz                     |
| Alex Danvers (jung)                     | Olivia Nikkanen      | 3.06, 4.21, 5.16, 6.05–6.06                                                                                           | Victoria Frenz                     |
| Eliza Danvers                           | Helen Slater         | 1.01, 1.04, 1.19–1.20, 2.08, 2.14, 3.03, 3.06, 4.06, 4.21–4.22, 5.16, 6.20                                            | Sabine Arnhold                     |
| Jeremiah Danvers                        | Dean Cain            | 1.01, 1.04, 1.17, 2.07, 2.14–2.15                                                                                     | Sascha Draeger                     |
| Agent Vasquez                           | Briana Venskus       | 1.01, 1.03, 1.05–1.06, 1.09, 1.13–1.17, 1.19–1.20, 2.11, 3.09                                                         | Nadine Zaddam                      |
| Non                                     | Chris Vance          | 1.02, 1.08–1.09, 1.13–1.15, 1.18–1.20                                                                                 | Sascha Rotermund                   |
| Maxwell Lord                            | Peter Facinelli      | 1.02–1.03, 1.05–1.10, 1.12–1.14, 1.16, 1.19–1.20                                                                      | Nico Mamone                        |
| Lucy Lane                               | Jenna Dewan          | 1.03–1.06, 1.08, 1.10–1.11, 1.14–1.15, 1.17–1.20                                                                      | Magdalena Turba                    |
| Leslie Willis / Livewire                | Brit Morgan          | 1.04, 1.18, 2.10, 3.11                                                                                                | Anja Stadlober                     |
| Sam Lane                                | Glenn Morshower      | 1.06, 1.09, 1.19–1.20                                                                                                 | Kaspar Eichel                      |
| Bizarro                                 | Hope Lauren          | 1.09–1.10, 1.12 | Anne Düe                           |
| Winslow Schott / Toyman                 | Henry Czerny         | 1.10, 5.12 | Viktor Neumann Bernd Vollbrecht    |
| Miranda Crane                           | Tawny Cypress        | 1.11, 1.16 | Melanie Hinze                      |
| Adam Foster                             | Blake Jenner         | 1.11–1.12 | Patrick Baehr                      |
| Siobhan Smythe / Silver Banshee         | Italia Ricci         | 1.14–1.18 | Kaya Marie Möller                  |
| Indigo                                  | Laura Vandervoort    | 1.15, 1.19–1.20 | Ursula Hugo                        |
| Kalex                                   | Stimme: Mark Sussman | 1.13, 1.15, 1.19, 2.02, 2.07–2.08, 3.20–3.21, 4.13                                                                    | Ute Noack Ozan Ünal                |
| Clark Kent / Kal-El / Superman          | Tyler Hoechlin       | 2.01–2.02, 2.21–2.22, 4.09, 5.09                                                                                      | Tim Knauer                         |
| Lillian Luthor                          | Brenda Strong        | 2.01–2.02, 2.05–2.08, 2.12, 2.14–2.15, 2.21–2.22, 3.12, 4.01, 4.17, 4.21–4.22, 5.10, 5.13, 5.17, 5.19–6.02, 6.19–6.20 | Arianne Borbach                    |
| Snapper Carr                            | Ian Gomez            | 2.02–2.04, 2.07, 2.09, 2.12, 2.15, 2.18                                                                               | Tim Moeseritz                      |
| Präsidentin Olivia Marsdin              | Lynda Carter         | 2.03, 2.17, 2.21, 4.01–4.02                                                                                           | Karin Grüger                       |
| Miss Martian / M'gann M'orzz            | Sharon Leal          | 2.03–2.04, 2.06–2.07, 2.10–2.11, 2.22, 3.02–3.03, 5.17–6.04                                                           | Maja Maneiro                       |
| Veronica Sinclair / Roulette            | Dichen Lachman       | 2.04, 2.09 | Cathlen Gawlich                    |
| Demos                                   | Curtis Lum           | 2.11, 2.19–2.20, 2.22, 3.05, 3.15, 3.22                                                                               | Hannes Maurer                      |
| Mister Mxyzptlk                         | Peter Gadiot         | 2.12–2.13, 5.13 | Leonhard Mahlich                   |
| Mister Mxyzptlk                         | Thomas Lennon        | 5.12–5.13, 6.10–6.11                                                                                                  | Axel Malzacher                     |
| Lyra Strayd                             | Tamzin Merchant      | 2.13–2.16, 2.18 | Nicole Hannak                      |
| Rhea                                    | Teri Hatcher         | 2.15–2.22 | Marion von Stengel                 |
| Lar Gand                                | Kevin Sorbo          | 2.15–2.17 | Oliver Stritzel                    |
| Jack Spheer                             | Rahul Kohli          | 2.18, 5.06 | Manuel Straube                     |
| Ruby Arias                              | Emma Tremblay        | 3.01–3.02, 3.04–3.05, 3.07, 3.09–3.11, 3.13, 3.18–3.23                                                                | Amelie Dörr                        |
| Morgan Edge                             | Adrian Pasdar        | 3.01, 3.05, 3.09, 3.12                                                                                                | Thomas Nero Wolff                  |
| Gayle Marsh / Psi                       | Yael Grobglas        | 3.02, 3.11 | Bianca Warnek                      |
| M'yrnn J'onzz                           | Carl Lumbly          | 3.03–3.04, 3.07, 3.09, 3.14–3.15, 3.18–3.19, 3.21–3.23, 4.17, 4.19, 5.03, 5.07                                        | Dieter Memel                       |
| Thomas Coville                          | Chad Lowe            | 3.04, 3.09–3.10, 3.19, 3.21–3.23, 5.13                                                                                | Florian Halm                       |
| Dark Kryptonian                         | Anjali Jay           | 3.04, 3.07, 3.10, 3.11, 3.13, 3.17                                                                                    | Antje Thiele Bianca Warnek         |
| Selena                                  | Anjali Jay           | 3.20–3.23, 5.10 | Antje Thiele Bianca Warnek         |
| Patricia Arias                          | Betty Buckley        | 3.07, 3.18, 3.23, 5.13                                                                                                | Sabine Walkenbach                  |
| Imra Ardeen / Saturn Girl               | Amy Jackson          | 3.07, 3.09–3.11, 3.13, 3.16–3.18, 3.23                                                                                | Maximiliane Häcke                  |
| Julia Freeman / Purity                  | Krys Marshall        | 3.11–3.13, 3.16–3.17                                                                                                  | Lara Trautmann                     |
| Dr. Grace Parker / Pestilence           | Angela Zhou          | 3.16–3.17 | Patrizia Carlucci                  |
| Thara Ak-Var                            | Esmé Bianco          | 3.21–3.22 | Wicki Kalaitzi                     |
| Raymond Jensen                          | Anthony Konenchy     | 4.01–4.05 | Max Felder                         |
| Mercy Graves                            | Rhona Mitra          | 4.01–4.04 | Dana Friedrich                     |
| Otis Graves                             | Robert Baker         | 4.01–4.04, 4.15–4.16, 4.18, 4.21, 5.13, 6.01–6.02, 6.17                                                               | Sven Fechner                       |
| MacKenzie                               | Jaymee Mak           | 4.01–4.02, 4.08, 4.11, 4.13–4.14, 4.17–4.18                                                                           | Lisa Braun                         |
| Präsident Baker                         | Bruce Boxleitner     | 4.02, 4.04, 4.08, 4.12–4.13, 4.17–4.18, 4.20–4.22                                                                     | Joachim Tennstedt                  |
| Officer Petrocelli                      | Kirby Morrow         | 4.02, 4.04, 4.06 | Michael Bauer                      |
| Franklin                                | Sean Hewlett         | 4.02, 4.14, 4.19, 5.02–5.03, 5.14                                                                                     | Sebastian Römer Sebastian Kaufmane |
| George Lockwood                         | Graham Verchere      | 4.03, 4.06, 4.12, 4.17, 4.19–4.20, 4.22                                                                               | Nicolas Rathod                     |
| Lydia Lockwood                          | Sarah Smyth          | 4.03, 4.06, 4.08, 4.12, 4.19                                                                                          | Eva Thärichen                      |
| Manchester Black                        | David Ajala          | 4.04, 4.06–4.08, 4.13–4.15                                                                                            | Frank Schaff                       |
| Lois Lane                               | Elizabeth Tulloch    | 4.09, 5.09 | Susanne Geier                      |
| Pamela Ferrer / Menagerie               | Jessica Meraz        | 4.12–4.14 | Esra Vural                         |
| Sarah Walker                            | Françoise Robertson  | 4.12, 4.17–4.18, 4.22                                                                                                 | Claudia Gáldy                      |
| Lex Luthor                              | Jon Cryer            | 4.15–4.16, 4.22, 5.06, 5.08, 5.10–5.12, 5.14, 5.17–6.03, 6.16–6.20                                                    | Viktor Neumann                     |
| Steve Lomeli                            | Willie Garson        | 4.18, 5.14, 5.18 | Dietmar Wunder                     |
| Margot                                  | Patti Allan          | 4.22, 5.05–5.07, 5.12, 5.15–5.17                                                                                      | Katharina Lopinski                 |
| Malefic J'onzz                          | Phil LaMarr          | 4.22–5.02, 5.04–5.05, 5.07–5.08                                                                                       | Torsten Michaelis Felix Würgler    |
| Elena Torres / Breathtaker              | Luisa d'Oliveira     | 5.04–5.05 | Christin Quander                   |
| Russell Rogers / Rip Roar               | Nick Sagar           | 5.05–5.06 | Adam Nümm                          |
| Rama Khan                               | Mitch Pileggi        | 5.07–5.08, 5.18–5.19                                                                                                  | Klaus-Dieter Klebsch               |
| Gemma Cooper / Gamemnae                 | Cara Buono           | 5.07–5.08, 5.10, 5.12, 5.14, 5.17–6.01                                                                                | Ulrike Stürzbecher                 |
| Mitch                                   | Matt Baram           | 6.05–6.06, 6.10–6.15, 6.17–6.20                                                                                       |                                    |
| Orlando Davis                           | Jhaleil Swaby        | 6.09–6.10, 6.12, 6.19–6.20                                                                                            | Tobias Diakow                      |

1. ↑  In Episode 3.06
2. ↑  In Episode 5.12
3. ↑  In Episode 1.13
4. ↑  In Episode 5.10
5. ↑  In Staffel 4.
6. ↑  In Episode 4.22

### Gaststars aus dem Arrowverse
| Rollenname                           | Schauspieler/in        | Nebenrolle                   | Synchronsprecher/in   |
| ------------------------------------ | ---------------------- | ---------------------------- | --------------------- |
| Barry Allen / The Flash              | Grant Gustin           | 1.18, 2.08, 3.08, 4.09, 5.09 | Julius Jellinek       |
| Cisco Ramon / Vibe                   | Carlos Valdes          | 2.08, 3.08, 4.09             | Karim El Kammouchi    |
| Oliver Queen / Green Arrow / Spectre | Stephen Amell          | 3.08, 4.09, 5.09             | Johannes Raspe        |
| Dark Arrow (Erde-X)                  | Stephen Amell          | 4.09                         | Johannes Raspe        |
| Oliver Queen / Green Arrow (Erde-16) | Stephen Amell          | 5.09                         | Johannes Raspe        |
| Dr. Martin Stein / Firestorm         | Victor Garber          | 3.08                         | Reinhard Kuhnert      |
| Detective Joe West                   | Jesse L. Martin        | 3.08                         | Wolfgang Wagner       |
| Felicity Smoak / Overwatch           | Emily Bett Rickards    | 3.08                         | Andrea Wick           |
| Sara Lance / White Canary            | Caity Lotz             | 3.08, 5.09                   | Lydia Morgenstern     |
| Harrison Wells (Erde 2)              | Tom Cavanagh           | 3.08                         | Uwe Büschken          |
| Eobard Thawne / Reverse-Flash        | Tom Cavanagh           | 3.08                         | Uwe Büschken          |
| Harrison "Nash" Wells / Pariah       | Tom Cavanagh           | 5.08–5.09                    | Uwe Büschken          |
| Mick Rory / Heat Wave                | Dominic Purcell        | 3.08                         | Viktor Neumann        |
| Iris West                            | Candice Patton         | 3.08                         | Yvonne Greitzke       |
| Jefferson Jackson / Firestorm        | Franz Drameh           | 3.08                         | Tobias Schmidt        |
| Dr. Caitlin Snow / Killer Frost      | Danielle Panabaker     | 3.08, 4.09                   | Gabrielle Pietermann  |
| Wallace „Wally“ West / Kid Flash     | Keiynan Lonsdale       | 3.08                         | Amadeus Strobl        |
| Cecile Horton                        | Danielle Nicolet       | 3.08                         | Uschi Hugo            |
| Captain David Singh                  | Patrick Sabongui       | 3.08                         | Gerrit Hamann         |
| Lily Stein                           | Christina Brucato      | 3.08                         | Anja Nestler          |
| Clarissa Stein                       | Isabella Hofmann       | 3.08                         | Isabella Grothe       |
| Nora West-Allen                      | Jessica Parker Kennedy | 3.08                         | Alice Bauer           |
| The Flash (Erde 90)                  | John Wesley Shipp      | 4.08                         | Pierre Peters-Arnolds |
| Kate Kane / Batwoman                 | Ruby Rose              | 4.09, 5.09                   | Julia Vieregge        |
| John Diggle                          | David Ramsey           | 4.09, 6.12                   | Ole Pfennig           |
| Gary Green                           | Adam Tsekhman          | 4.09                         | Florian Clyde         |
| Dr. John Deegan                      | Jeremy Davies          | 4.09                         | Matthias Deutelmoser  |
| Roger Hayden / Psycho-Pirate         | Bob Frazer             | 4.09                         | Gerrit Schmidt-Foß    |
| Ray Terrill / The Ray (Erde X)       | Russel Tovey           | 5.09                         | Michael Baral         |
| Ray Palmer / The Atom                | Brandon Routh          | 5.09                         | Patrick Schröder      |
| Mia Smoak                            | Katherine McNamara     | 5.09                         | Lea Kalbhenn          |
| Lyla Michaels / Harbinger            | Audrey Marie Anderson  | 5.09                         | Ulla Wagener          |

## Produktion und Veröffentlichung
Im September 2014 gab Warner Bros. Television bekannt, eine Fernsehserie über die Figur Supergirl produzieren zu wollen. Als ausführende Produzenten sollten Greg Berlanti, der auch Schöpfer und Produzent der Serien Arrow und The Flash war, und Allison Adler mitwirken, die auch zusammen das Skript verfassen sollten. Kurz darauf bestätigte Berlanti die Serie und am 19. September 2014 wurde bekannt, dass CBS die Serie ausstrahlen wird. Die erste Staffel sollte zur Fernsehsaison 2015/16 erstausgestrahlt werden. Ursprünglich wurde die Serie im Sommer 2014 dem Sender The CW vorgestellt. Der Sender, dem die Quoten der noch nicht begonnenen Serie The Flash vorlagen, sah sich jedoch noch nicht bereit, die Serie in Produktion zu geben. Daher wandten sich die Produzenten an den Sender CBS, von dem sie den Zuschlag für die Produktion erhielten.
Im Januar 2015 wurde Melissa Benoist als Darstellerin der Titelrolle bestätigt. Zwei Monate später wurde bekannt, dass Blake Neely, der ebenfalls Komponist der Serien Arrow und The Flash ist, auch die Melodie zu Supergirl komponieren wird. Die Kostümbildnerin Colleen Atwood, die sich bereits zuvor für das Kostüm der Titelhelden aus Arrow und The Flash verantwortlich zeigte, war auch die Kostümbildnerin für die Titelheldin der Serie Supergirl. Dabei versuchte sie, sich sowohl möglichst nah an die Comicvorlagen zu halten als auch das Kostüm ein wenig einschüchternd zu gestalten. Karas Adoptiveltern, Wissenschaftler, die einst Superman halfen, werden durch Helen Slater und Dean Cain dargestellt. Slater hatte ihr Schauspieldebüt als Supergirl in der Verfilmung von 1984; Cain hatte seinen Durchbruch als Superman in der Fernsehserie Superman – Die Abenteuer von Lois & Clark. Teri Hatcher, ebenfalls eine der Hauptdarstellerinnen aus dieser Fernsehserie, stellt in der zweiten Staffel die Antagonistin Rhea dar. Die Hauptdarstellerin Melissa Benoist wird in der Serie von Jessie Graff gedoubelt. Die Dreharbeiten zur Pilotfolge begannen am 4. März 2015 und endeten 25 Tage später.
Die Serie sollte ursprünglich erst ab November 2015 erstausgestrahlt werden, die Pilotfolge wurde jedoch auf den 26. Oktober 2015 vorgezogen. Am 6. März 2015 wurde das erste Bild von Melissa Benoist im Supergirlkostüm veröffentlicht. Im Mai 2015 veröffentlichte CBS den ersten Trailer zur neuen Serie. Zusätzlich wurde auf der San Diego Comic Con ein Sneak Peek der Pilotfolge gezeigt. Die erste Staffel der Serie wurde parallel zur zweiten Staffel der Serie Gotham, die auf dem Sender Fox gesendet wurde, erstausgestrahlt. Damit hatten je zwei Folgen von DC Comics parallel zueinander Premiere. Nina Tassler, die Vorsitzende von CBS rechtfertigte dies damit, dass die Serien ein anderes Publikum ansprechen würden: Während Gotham eher an ein erwachsenes Publikum gerichtet ist, soll sich Supergirl an ein familiäres Publikum wenden. Ende November 2015 stockte CBS die Bestellung von zunächst 13 auf 20 Folgen für die erste Staffel auf. Auch wenn keine 22 Folgen bestellt wurden, wird von einer „vollen Staffel“ gesprochen.

## Hauptcharaktere

### Supergirl/Kara Zor-El/Kara Danvers
Kara Zor-El kommt auf Krypton als Tochter von Zor-El und Alura Zor-EL zur Welt. Sie ist die Cousine von Superman (Kal-El). Als 13-Jährige muss sie ihren explodierenden Heimatplaneten verlassen und wird zur Erde geschickt, um auf ihren Cousin aufzupassen, der damals ein Baby war. Die Druckwelle der Explosion bringt ihre Weltraumkapsel allerdings vom Kurs ab. Dadurch gerät sie für mehrere Jahre in die sogenannte „Phantomzone“, innerhalb der sie nicht altert. Als ihre Kapsel auf der Erde landet, ist ihr Cousin im Gegensatz zu Kara bereits erwachsen und sie kommt bei einer Adoptivfamilie, den Danvers', unter. Sie wird die Adoptivschwester von Alex Danvers und die Tochter von Eliza und Jeremiah Danvers.
In den Folgejahren verbirgt sie ihre mit Superman identischen Kräfte (Heat Vision, fliegen, Vision, Superhearing und Unverwundbarkeit) größtenteils und arbeitet als Assistentin der Medienkönigin Cat Grant sowie deren Unternehmen Cat.Co. Als ihre Adoptivschwester Alex in einem abstürzenden Flugzeug sitzt, offenbart sie ihre Kräfte und beschützt seither als Supergirl (der Name wird ihr von Cat Grant gegeben) in Zusammenarbeit mit der DEO ihre Heimatstadt National City. Nebenbei arbeitet sie weiterhin unter ihrer Tarnidentität Kara Danvers für Cat.Co, bei dem sie zwischenzeitlich zur Reporterin aufsteigt. Zur zusätzlichen Tarnung und zur Unterdrückung ihrer Sicht durch Gegenstände hindurch (Vision) trägt sie in der Öffentlichkeit jenseits ihrer Aktivitäten als Supergirl stets eine Brille und ihre Haare nie offen.
Zu ihrer Erdfamilie hat Kara ein sehr gutes Verhältnis. Mit ihren Adoptiveltern Eliza und Jeremiah versteht sie sich sehr gut. Sie nennt sie zwar ausschließlich beim Vornamen und nicht „Mom“ und „Dad“, liebt sie aber sehr und ist dankbar für alles, was sie für sie tun.
Die Person, die ihr aber von allen anderen am nächsten steht, ist ihre Adoptivschwester Alex. In ihrer Jugend verstehen sie sich allerdings überhaupt nicht und streiten häufig. Alex ist neidisch und eifersüchtig auf sie, da sie seit Karas Ankunft auf der Erde auf vieles verzichten muss. Daher beschuldigt sie Kara mehrmals, dass sie ihr Leben ruiniere. Kara wiederum kann sich nur schwer an ein neues Leben auf der Erde gewöhnen. Sie leidet unter starkem Heimweh und fühlt sich von allen allein gelassen. Erst als Karas Freund Kenny Li ermordet wird und sie zusammen mit Alex seinen Mörder fasst, bessert sich ihr Verhältnis zunehmend. Kara fängt an, sich endlich heimisch zu fühlen und Alex beginnt langsam zu begreifen, wie egoistisch und selbstsüchtig sie sich gegenüber Kara benimmt. Ein Verhalten, das sie sich bis heute nicht vergeben kann. Mittlerweile hat sie aber eine enge schwesterliche Beziehung zu Alex. Sie treffen sich häufig zum Schwesternabend nach der Arbeit, um zu reden oder Filme zu schauen. Für gewöhnlich trinken sie dabei Wein und essen chinesische Gerichte, die Alex mitbringt. Kara betont auch immer wieder, dass Alex der einzige Grund sei, warum sie sich auf der Erde zu Hause fühlt und dass sie sie sehr liebt. Das zeigt sich deutlich, als Alex sich in der zweiten Staffel bei ihr als homosexuell outet. Obwohl sie anfangs etwas erschüttert darüber ist und einen Moment braucht, um das zu begreifen, ist es für sie jedoch völlig in Ordnung, und steht ihr seitdem unterstützend zur Seite. Auch tröstet sie zum Beispiel eine in Tränen aufgelöste Alex, die von Maggie zunächst abgewiesen wird, und ihr Coming-out deswegen als Fehler ansieht. Kara schüttelt aber den Kopf und umarmt sie und versichert ihr, dass sie stolz auf sie ist.

### Dr. Alexandra „Alex“ Danvers
Dr. Alexandra „Alex“ Danvers ist die Tochter des Wissenschaftlerehepaars Elisa und Jeremiah Danvers sowie die ältere Adoptivschwester von Kara. In jungen Jahren war sie oft neidisch auf letztere, hat aber mittlerweile ein enges Verhältnis zu ihrer Schwester, die sie sehr liebt und stets versucht, zu beschützen. Sie ist hochintelligent und promovierte Bioingenieurin, geriet aber nach ihrem Abschluss mangels beruflicher Perspektiven in eine Lebenskrise. Dies führte dazu, dass sie ihre Nächte übermäßig oft in Clubs verbrachte und viel Alkohol trank. Sie versuchte, so mit ihren Zweifeln und Problemen, wie zum Beispiel ihrer unterdrückten Homosexualität und den Verlust ihres Vaters, fertig zu werden. Eines Abends wurde sie wegen „Fahrens unter Alkoholeinfluss“ verhaftet, als J'onn J'onzz in der Gestalt von Hank Henshaw in ihr Leben trat und sie im Gefängnis besuchte. Er rekrutierte sie für das DEO, für welches sie seither arbeitet. Ende der dritten Staffel steigt sie zu deren Leiterin auf. In Staffel zwei findet sie, nach jahrelangem Verdrängen, endlich den Mut, zu ihrer sexuellen Orientierung zu stehen, nachdem sie die ebenfalls lesbische Polizistin Maggie Sawyer kennen lernte. Die ermutigt sie, ihre wahren Gefühlen nicht länger zu verbergen und es auch ihrer Familie zu sagen. Die erste Person, mit der sie schließlich über ihre Homosexualität spricht, ist ihre Schwester Kara. Die ist zunächst leicht schockiert und verwirrt, hat aber überhaupt kein Problem damit und unterstützt sie seitdem. Nach und nach erfahren es dann auch ihre Mutter und ihre Freunde. So hat sie mit 28 Jahren ihr Coming-out und lebt seitdem offen lesbisch. Zeitweise unterhielt sie eine Liebesbeziehung zu Maggie Sawyer, mit der sie sich auch verlobt hatte. Da diese aber keine Kinder wollte, trennten sie sich wieder. Mittlerweile ist sie mit Kelly Olsen zusammen.

### J’onn J’onzz/Hank Henshaw/Martian Manhunter/John Jones

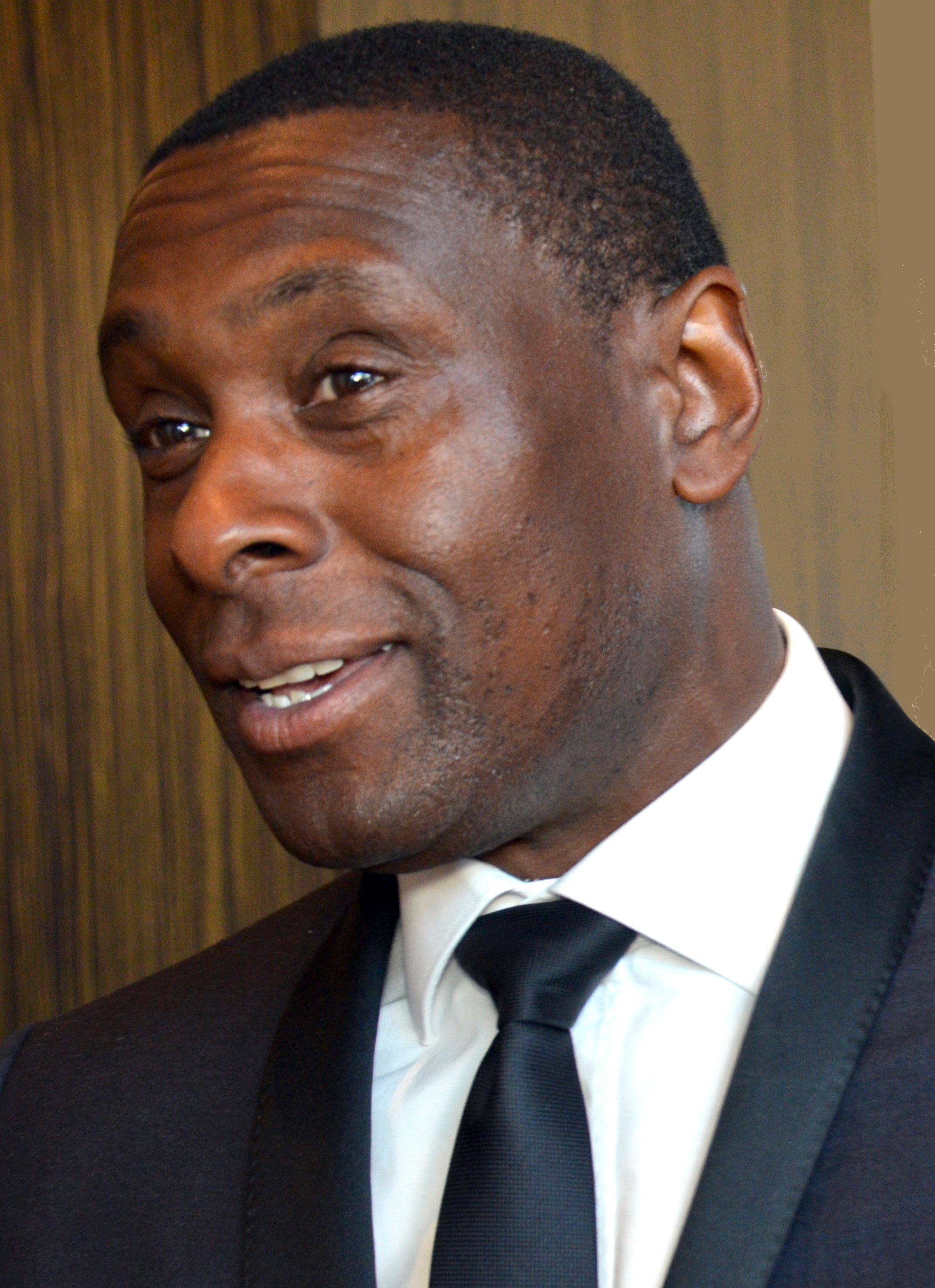
David Harewood alias J’onn J’onzz

J’onn J’onzz stammt vom Planeten Mars, wo er zur Ethnie der grünen Marsianer gehörte, die von weißen Marsianern in einem Völkermord größtenteils ausgelöscht wurden, weshalb er auf die Erde floh und im peruanischen Regenwald vom DEO aufgespürt wurde. Nachdem er dessen Leiter Hank Henshaw in einem Kampf ausgeschaltet hatte, nutzt er seine Fähigkeit als Gestaltenwandler, dessen Aussehen und Identität anzunehmen. Jahre später rekrutiert er Alex Danvers für das DEO, für das einst ihr Vater ebenso gearbeitet hatte. Als sie diesbezüglich Nachforschungen anstellt, offenbart J’onn J’onzz ihr gegenüber seine wahre Identität, die er später in einem Kampf gegen eine verstrahlte Kara öffentlich macht. Er wird daraufhin zunächst festgenommen, jedoch kurze Zeit später begnadigt. Aus diplomatischen Gründen behält er jedoch Henshaws Gestalt. Am Ende der dritten Staffel zieht er sich aus dem DEO zurück und macht Alex zu seiner Nachfolgerin. Mittlerweile arbeitet er als Privatdetektiv unter dem Namen John Jones.

### Lena Luthor

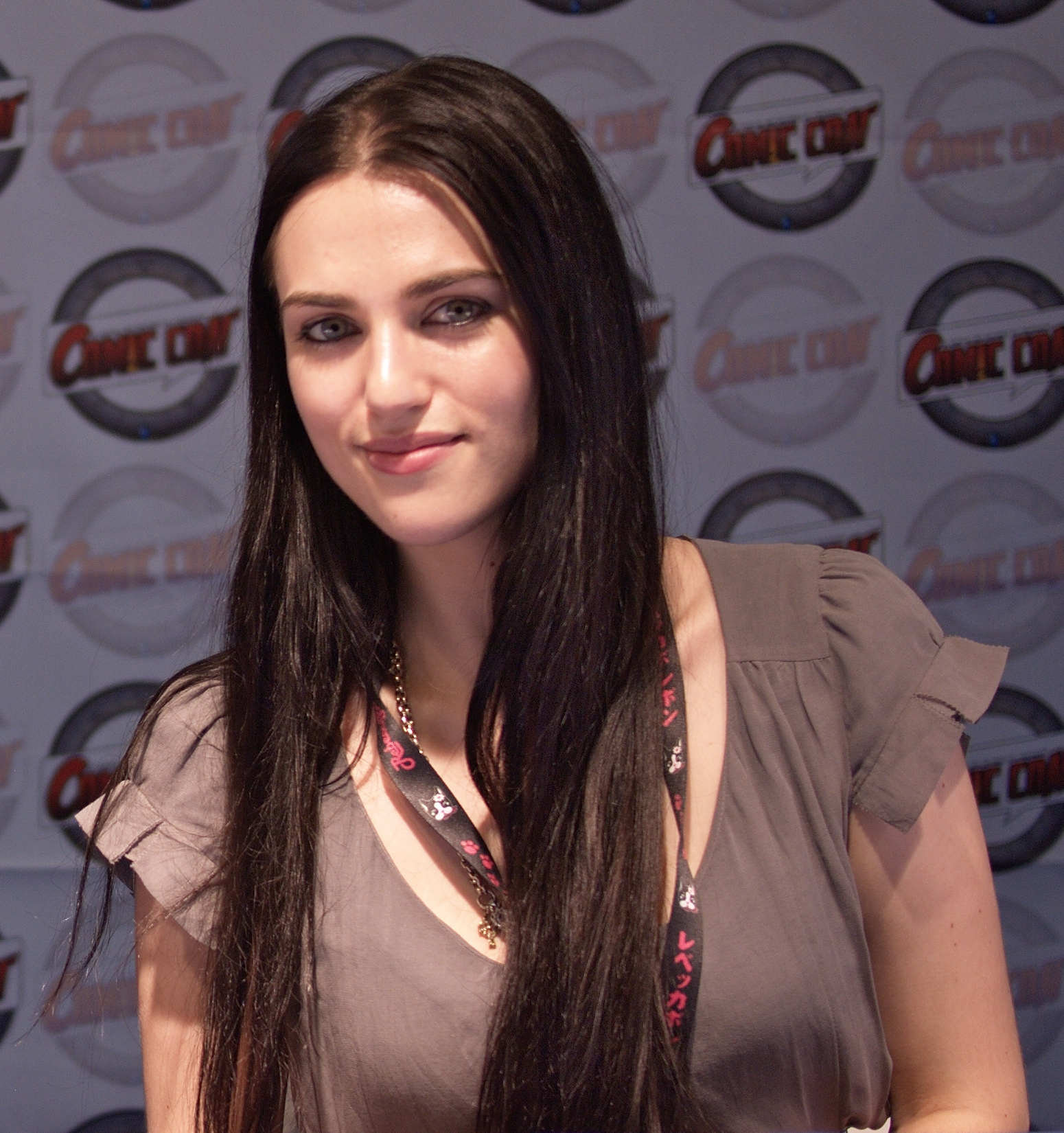
Katie McGrath alias Lena Luthor

Lena Luthor ist eine hochintelligente Unternehmerin und Forscherin, die zu Beginn der zweiten Staffel nach National City zog. Sie ist die Halbschwester von Lex Luthor, einem von Supermans größten Gegenspielern. Da dieser wegen seiner Verbrechen gegen Karas Cousin im Gefängnis sitzt, übernimmt sie die Leitung des familieneigenen Unternehmens Luthor Corp, das sie aus Imagegründen in L-Corp umbenennt. Anders als ihr Halbbruder oder ihre Adoptivmutter Lillian Luthor, die einen unermesslichen Hass auf Aliens hegen und für deren Auslöschung auch über Leichen gehen, ist sie freundlich und hilfsbereit und hegt keine erkennbaren, negativen Gefühle gegenüber Außerirdischen. Sie lehnt die Gräueltaten ihrer Mutter und ihres Bruders ausnahmslos ab und mag es gar nicht, mit einem von beiden verglichen zu werden, da sie seitdem stets bemüht ist zu beweisen, dass es auch „einen guten Luthor“ gibt. Sie ist mit Kara befreundet, weiß jedoch nicht, dass sie ebenso Supergirl ist. Anfang der dritten Staffel kauft sie den Medienkonzern Cat.Co.

### Brainiac 5/Brainy/Querl Dox
Brainiac 5 – Brainy genannt – ist halb Mensch und halb Computer. Als Teil der Legion kommt er aus der Zukunft angereist, um die Weltenkillerin Pestilence auszuschalten, die sonst ein Jahrtausend später als Blight großen Schaden anrichtet. Da dies gelingt, überlebt jedoch ein Gegenspieler von ihm, weshalb er in der Gegenwart bleibt und Winn dafür mit der Legion in die Zukunft geht. Sein Sprachstil erinnert an einen Computer, weshalb er oft Wahrscheinlichkeiten für bestimmte Ereignisse angibt. Er hat eine blaue Haut und weiße Haare, die er mithilfe eines „Körperbildgenerators“ gegen ein südländisches Äußeres – dunkler Teint und schwarze Haare – eintauscht.

### Nia Nal/Dreamer
Nia Nal fängt zu Beginn der vierten Staffel an, bei Cat.Co als Reporterin zu arbeiten. Zu dieser Stelle kam sie auf Empfehlung der früheren Firmenchefin Cat Grant. Dabei wird sie zunächst von Kara betreut. Ihre Mutter war ein Alien und stammt vom Planeten Naltor, ihr Vater war ein Mensch. Beide Elternteile glaubten stets daran, dass Außerirdische und Menschen zusammen leben können. Sie ist daher halb Mensch, halb Naltorianerin, wurde aber auf der Erde geboren. Sie kann zukünftige Ereignisse in ihren Träumen vorhersehen. Zudem ist sie Transgender.

### Dr. Kelly Olsen
Kelly Olsen ist die jüngere Schwester von James Olsen. Sie ist Psychologin und hat Mitte der vierten Staffel ihren ersten Auftritt. Sie ist mit Alex Danvers zusammen. Die beiden heiraten im Serienfinale.

## Ehemalige Hauptcharaktere

### Cathrine „Cat“ Grant
Cat Grant ist die Leiterin des Medienkonzerns Cat.Co. Sie ist Mitte fünfzig und achtet sehr stark auf ihr Äußeres, was sich vor allem in ihren teuren Outfits widerspiegelt. Sie verlangt ihren Angestellten – einschließlich Kara – stets das Maximum ab. Zudem ist sie sehr eloquent und sarkastisch sowie Mutter zweier Söhne. Eine Schwäche hegt sie für Karas Cousin Clark Kent alias Superman, den sie anschmachtet, was Kara gar nicht gefällt und auch leicht widerlich findet. Zu Beginn der zweiten Staffel nimmt sie Urlaub in Bhutan, von dem sie gegen Ende der Staffel zurückkehrt. Kurze Zeit später ernennt die US-amerikanische Präsidentin sie zu ihrer Pressesprecherin, weshalb sie National City verlässt und später Cat.Co an Lena Luthor verkauft.

### Maggie Sawyer
Maggie Sawyer ist ein Detective des National City Police Departement, die zeitweise eine Beziehung mit Alex Danvers eingeht und später sogar mit ihr verlobt ist. Da sie aber keine Kinder wollte, trennt sich Alex schließlich schweren Herzens von ihr.

### Mon-El von Daxam/Mike Matthews
Mon-El ist der Sohn von Königin Rhea und König Lar Gand und somit der Kronprinz von Daxam. Am Ende der ersten Staffel landet er mit einer Raumkapsel auf der Erde und wird in der Folge von Kara betreut. Zunächst ist er jedoch nicht an einem Superheldendasein interessiert und weigert sich, einer geregelte Arbeit nachzugehen, sehr zum Missfallen von Kara, die ihm unter seiner Tarnidentität Mike Matthews ein Praktikum bei Cat.Co besorgt hat. Trotzdem bahnt sich zwischen ihnen eine liebesähnliche Beziehung an. Als er von seinen Eltern ausfindig gemacht wird, weigert er sich mitzukommen, weshalb seine Mutter sich zur Invasion zur Erde entschließt und ihn mit Lena Luthor verheiraten will. Als die übrigen Daxamiten – einschließlich seiner Mutter – durch die Bleivergiftung der Erdatmosphäre sterben, kann er aufgrund seines längeren Aufenthalts auf der Erde einer solchen kurzfristig widerstehen. Dennoch muss er die Erde verlassen; dabei gerät sein Raumschiff in ein Wurmloch, sodass er tausend Jahre später in der Zukunft landet.
Er heiratet Imra alias Saturn Girl und bildet mit ihr sowie Brainiac 5 die Legion. Zwischenzeitlich reisen sie in die Vergangenheit zurück, um die Weltenkillerin Pestilence auszuschalten, bevor diese in der Zukunft großen Schaden anrichten kann. Sein Verhalten ist inzwischen pflichtbewusster und erwachsener, von seinen Prinzentitel will er zum Beispiel nichts mehr wissen. Auf seine Ehe mit Imra reagiert Kara dennoch irritiert. Als die Weltenkillerin Reign ebenfalls besiegt ist, reist er mit Imra und Winn, der Brainiacs Platz einnimmt, zurück in die Zukunft.

### Samantha Arias/Reign

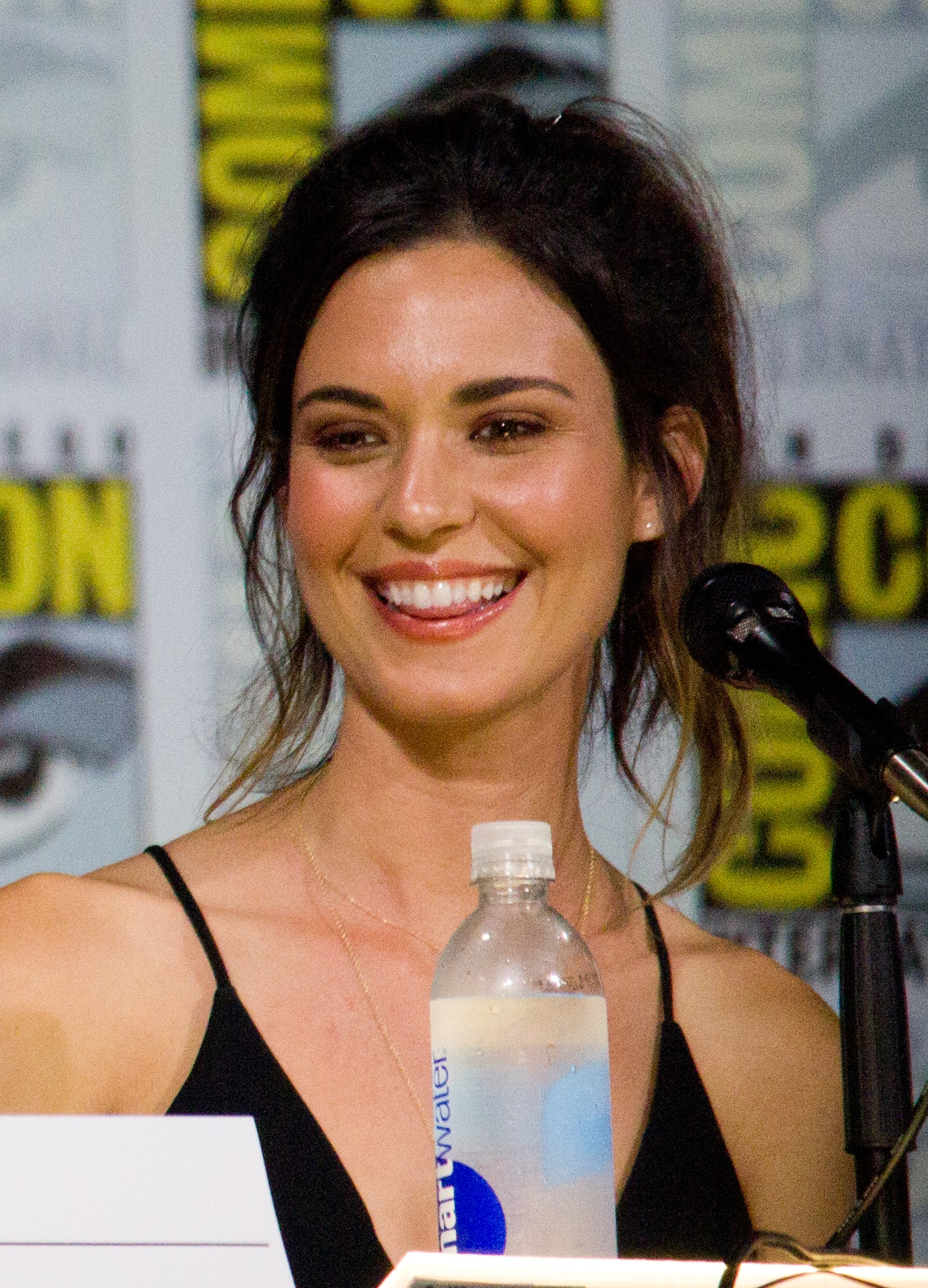
Odette Annable alias Samantha Arias

Samantha Arias, Mutter einer Tochter im Schulalter, kommt Anfang der dritten Staffel nach National City, um für L-Corp zu arbeiten. Durch einige Zwischenfälle kommen bei ihr ohne plausible Erklärung übermenschliche Fähigkeiten zum Vorschein. Als sie Nachforschungen anstellt, offenbart ihre Mutter ihr, dass sie außerirdischen Ursprungs ist und nicht wie behauptet, angeblich adoptiert wurde. Genau wie Kara stammt sie vom Planeten Krypton. Kurze Zeit später wird sie erstmals zur sogenannten „Weltenkillerin“ Reign erweckt, die die Erde von aller Sünde reinigen soll. Die Transformation finden stets bei Blitzen statt. Ähnlich wie Dr. Jekyll und Mr. Hyde leidet Samantha Arias quasi an einer dissoziativen Identitätsstörung und kann sich an ihre Aktivitäten als Reign nicht erinnern. Erst Lena Luthor kommt dem Geheimnis auf die Spur und hilft, die beiden Identitäten voneinander zu separieren. Als Reign arbeitet sie oft mit den Welternkillerinnen Purity und Pestilence zusammen. Jedoch überlebt Samantha im Gegensatz zu diesen die Kämpfe mit Supergirl und schafft es, ihr böses Alter Ego auszuschalten. Anschließend zieht sie nach Metropolis, um dort eine L-Corp-Filiale zu leiten.

### Winslow „Winn“ Schott
Winn Schott – ein typischer Nerd – arbeitet zunächst als IT-Experte für Cat.Co. Ihm offenbart sich Kara als ersten in Bezug auf ihre übernatürlichen Fähigkeiten. Daraufhin entwirft er ihren Anzug für ihre Identität als Supergirl. Ab der zweiten Staffel arbeitet er für das DEO und entwirft die Schutzkleidung für Olsens Aktivitäten als Guardian, dem er zudem als Techniker beisteht. Gegen Ende der dritten Staffel reist er mit der Legion in die Zukunft, während Brainiac 5, der dieser bislang angehörte, seine Position beim DEO einnimmt.
Er ist zudem der Sohn von Toyman, von dem er nach dessen Gefängnisausbruch gezwungen wird, bei einer seiner kriminellen Aktionen mitzumachen.

### Ben Lockwood/Agent Liberty
Ben Lockwood, Sohn eines Stahlbauunternehmers, war zunächst Universitätsprofessor. Während er ursprünglich die alienfeindlichen Ansichten seines Vaters nicht teilte, kamen ihm in der Folgezeit zunehmend Zweifel. Beispielsweise gründeten Außerirdische eine Firma, die ein herkömmlichem Stahl überlegenes „NTH-Metall“ herstellt, wodurch die familieneigene Firma in wirtschaftliche Schwierigkeiten geriet und später schließen musste. Darüber hinaus wurde das Wohnhaus der Familie beim Angriff der Daxamiten zerstört. Als er in Vorlesungen in zunehmendem Maße seine Abneigung gegen Außerirdische kundtat, wurde ihm gekündigt, was seine finanziellen Schwierigkeiten zusätzlich verschärfte. Daraufhin fing er an, auf der Straße Flugblätter zu verteilen, die Stimmung gegen Außerirdische machten. Dies erregte die Aufmerksamkeit des Geschwisterpaares Mery und Otis Graves, zwei ehemaligen Cadmus-Mitarbeiten. Es kommt zu einer Kooperation zwischen beiden Seiten und Lockwood wird auf diese Weise zu Agent Liberty. Dabei trägt er stets einen Ganzkörperanzug und eine ausdruckslose Gesichtsmaske.

### James Olsen/Guardian

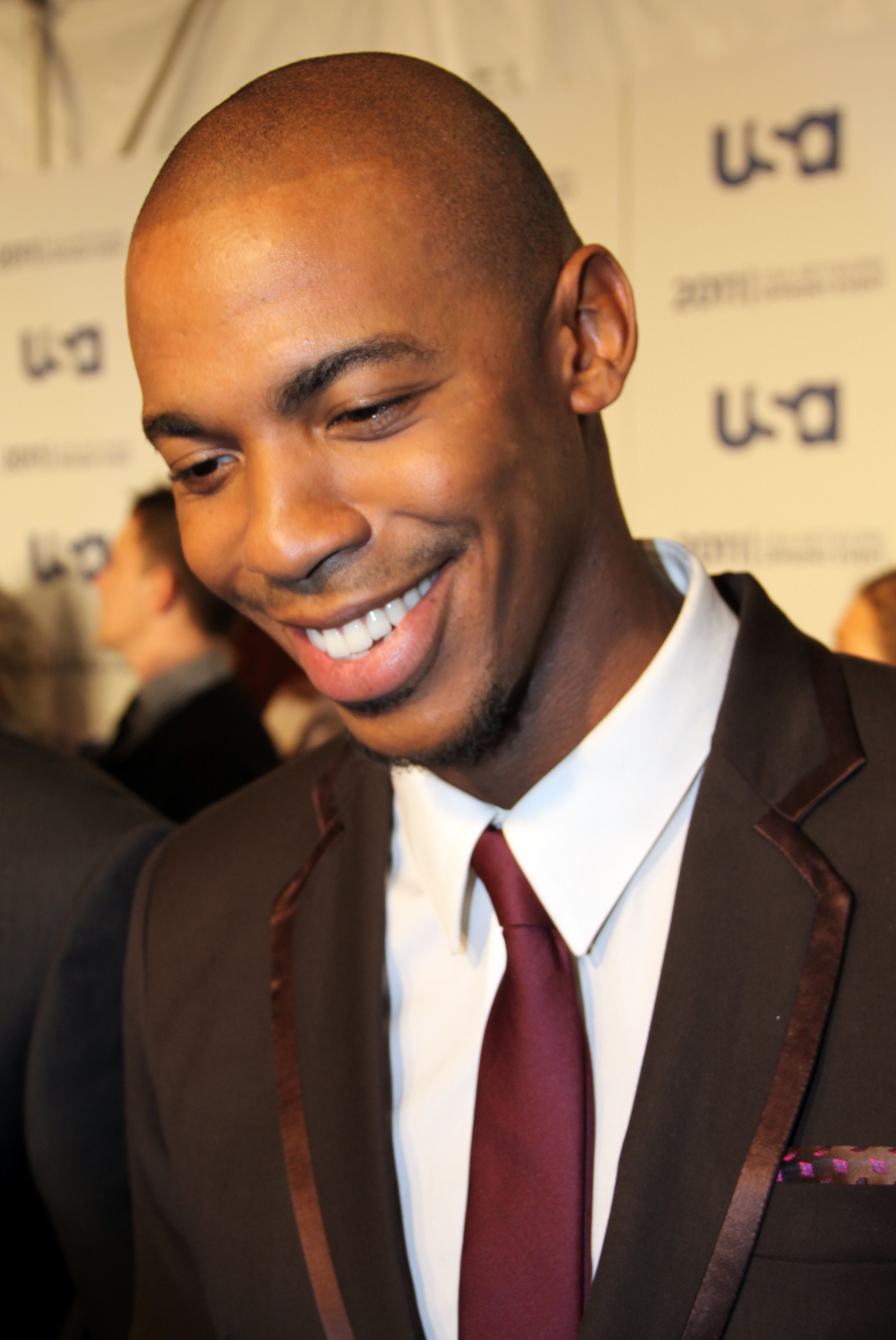
Mehcad Brooks alias James Olsen

Der Fotograf James Olsen arbeitete in Metropolis einst für die Zeitung The Daily Planet. Während dieser Zeit begann eine Freundschaft zwischen ihm und Superman. Mittlerweile ist er für Cat.Co tätig und weiß über Karas Identität als Supergirl Bescheid. Ab der zweiten Staffel leitet er in Cat Grants Abwesenheit ihr Unternehmen und behält diese Position nach der Übernahme durch Lena Luthor, mit der er eine Liebesbeziehung eingeht.
Während der zweiten Staffel überkommt ihn der Wunsch, ebenfalls als Superheld zu wirken und wird mit Winns Hilfe, der die Rüstung anfertigt, zu Guardian. Diese Identität hält er vor der Öffentlichkeit zunächst geheim, ehe er sich gegen Ende der dritten Staffel gezwungen sieht, sich zu offenbaren. Kara ist von seinen Tätigkeiten als Guardian anfangs nicht begeistert, akzeptiert es aber schließlich. Er hat eine jüngere Schwester namens Kelly Olsen.

## Ehemalige Nebencharaktere

### Maxwell Lord
Maxwell Lord ist ein etwas eigensinniger Wissenschaftler, der eine gewisse Abneigung gegen Supergirl hegt und sie während der ersten Staffel mithilfe unterschiedlicher Experimente immer wieder herausfordert. Aus diesem Grund wird er kurze Zeit vom DEO gefangen gehalten.

### Leslie Willis/Livewire
Die Radiomoderatorin Leslie Willis wurde einst von Cat Grant entdeckt, gefördert und samt eigener Radiosendung in Cat.Co integriert. Als sie in ihrer Sendung eines Tages über Supergirl herzieht, wird sie von ihrer Vorgesetzten in die Schranken gewiesen, da dies mit deren Marketingkonzept als unvereinbar erscheint. Da Leslie sich weigert, dies zu akzeptieren, muss sie für Cat.Co als Verkehrsreporterin arbeiten. Während sie dabei in einem Hubschrauber sitzt, gerät dieser in ein Gewitter, weshalb Supergirl zur Rettung erscheint. Sie reicht Leslie ihre Hand und fungiert während der Rettungsaktion, bei der sie von einem Blitz getroffen wird, unabsichtlich als Leiter, woraufhin Willis' Haar sich silber verfärbt und diese zunächst in ein Koma fällt. Als sie aus diesem erwacht, entdeckt sie, dass sie quasi mit der Elektrizität eins ist und nennt sich fortan Livewire. Außerdem beschließt sie, Rache an Cat Grant und Supergirl zu nehmen. Einmal verbündet sie sich dafür mit Silver Banshee. In der zweiten Staffel wird sie von einem verrückten Wissenschaftler aus dem Gefängnis entführt, der sich ihre Fähigkeiten aneignen will. Supergirl rettet sie und sie kämpfen kurzzeitig gemeinsam gegen ihren Entführer. Als Livewire ihren Peinger umbringen will, bittet Kara sie, ihn nicht zu töten und verspricht ihr im Gegenzug dafür, sie laufen zu lassen und das sie sie erst dann anfängt zu jagen, sobald ihr Entführer im Gefängnis sitzt. Livewire akzeptiert das Angebot und verschwindet mit dem Satz: „In Zukunft nur noch wir Mädels. Dann flechten wir uns gegenseitig die Haare“ und lässt so eine kleine Sympathie für Supergirl durchblicken. Kara lässt sie wie versprochen ziehen, da sie erkannt hat, das Livewire nicht komplett böse ist und noch etwas gutes in sich hat. In der dritten Staffel muss sie zeitweise Supergirl im Kampf gegen die Weltenkillerin Reign unterstützen, ehe sie von dieser im Kampf getötet wird, als sie sich vor Supergirl wirft und ihr so das Leben rettet.

### Siobhan Smythe/Silver Banshee
Siobhan Smythe wurde von Cat Grant als zusätzliche Assistentin eingestellt, als diese das Gefühl hatte, dass Kara überfordert sei. Siobhan und Kara sind sich auf Anhieb unsympathisch. Als erstere eine von Cat Grant abgelehnte Geschichte dem konkurrierenden Daily Planet zuschustert, wird sie entlassen, ebenso scheitert ihr Versuch, gegen Kara zu intrigieren. Als sie verzweifelt vom Hochhaus fällt, federt sie ihr gellender Schrei ab. Daraufhin wird sie vom DEO inspiziert. Dort hört sie zufällig, wie die zur selben Zeit gefangen gehaltene Livewire ihre Rachegelüste gegenüber Cat Grant äußert. Kurz darauf sucht sie ihre Tante um Rat, die ihr vom Fluch ihrer aus Irland stammenden Vorfahren erzählt. Sie nutzt ihre Fähigkeiten, um Livewire zu befreien und sich mit dieser zu verbünden. Auf ihr Anraten nimmt sie fortan ein morbides äußeres Erscheinungsbild an und nennt sich Silver Banshee.

### Dr. Lilian Luthor

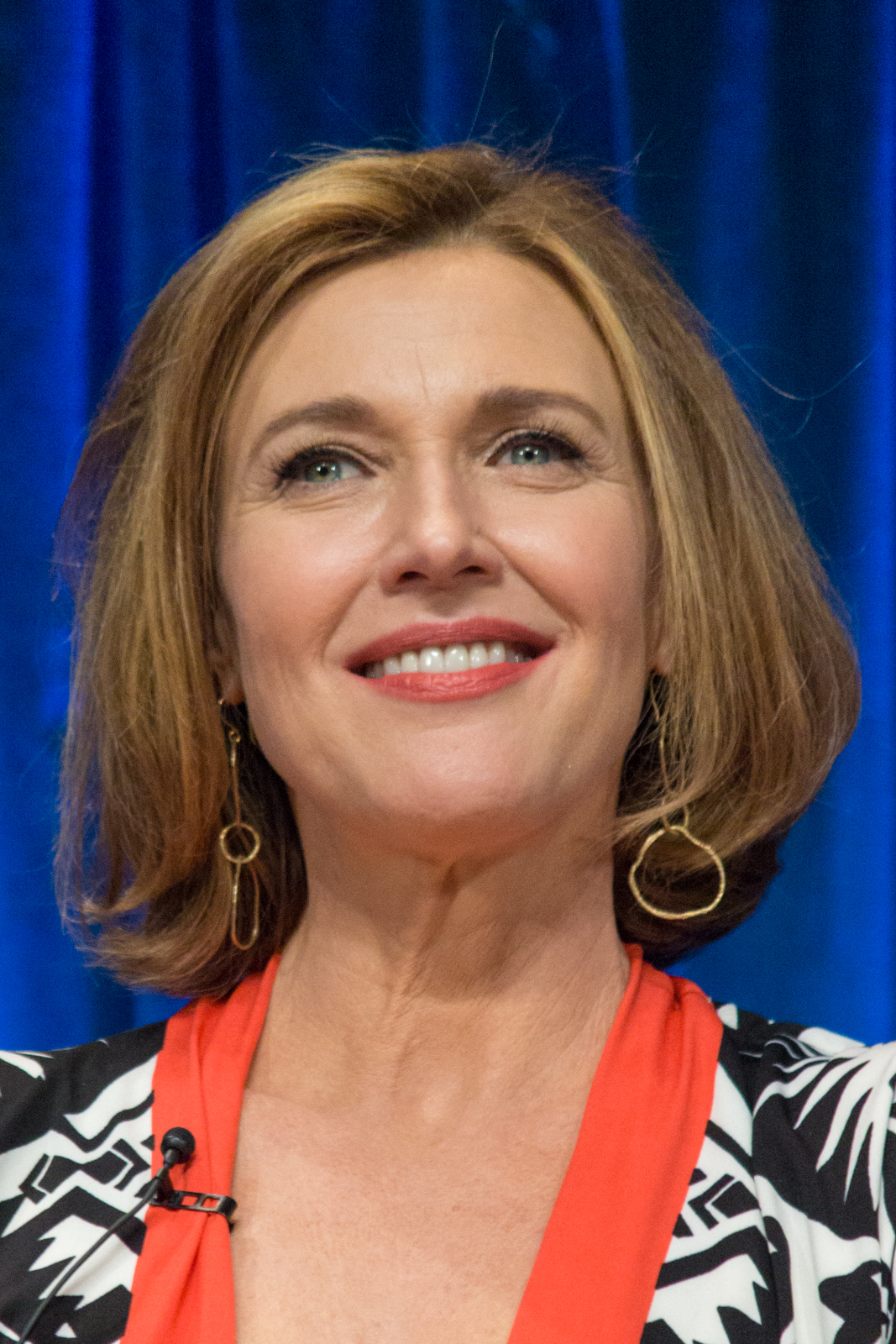
Brenda Strong alias Lilian Luthor

Lilian Luthor ist Ärztin und die Leiterin von Cadmus, einer Organisation, die Außerirdische bekämpft. Sie ist die Adoptivmutter von Lena, die einer Affäre ihres Mannes entstammt. Aus diesem Grund war ihr Sohn Lex der Primus, dennoch empfindet sie für Lena mütterliche Gefühle. Lena hat zu ihr ein ambivalentes Verhältnis und lehnt es ab, sie bei ihrem Kampf gegen Außerirdische zu unterstützen.

### Rhea von Daxam
Rhea ist die Königin vom Daxam und die Mutter von Mon-El. Nach dem Zwischenfall auf dem Sklavenmond wird sie auf den Aufenthalt ihres Sohnes auf der Erde aufmerksam. Zusammen mit ihrem Mann möchte sie ihn zurückholen, was Mon-El jedoch ablehnt. Da ihr Mann sie dazu drängt, das zu akzeptieren, bringt sie diesen um. Kurze Zeit später manipuliert sie mittels Schmeicheleien und rhetorischen Tricks Lena Luthor, damit diese ein Transportal zu fremden Welten baut. Dieses  nutzen die Daxamiten, um aus dem ganzen All anzureisen und die Erde zu besetzen. Aufgrund einer kurzfristigen Zusammenarbeit zwischen Supergirl und Lilian Luthor wird die Erdatmosphäre mit Blei ausgestattet, wodurch Rhea und die übrigen Daxamiten – ausgenommen Mon-El, der sich dem aufgrund seiner längeren Verweildauer kurzfristig entziehen kann – umkommen.

### Thomas Coville
Thomas Coville war genau wie Alex Passagier des Flugzeugs, das Kara vor dem Absturz bewahrte und sich auf diese Weise der Welt offenbarte. Daraufhin gründete er eine Sekte, die Supergirl als Göttin verehrte. Als er sich zwischenzeitlich von dieser desillusioniert zeigt, wendet er sich den Weltenkillerinnen und ihren Erschafferinnen zu. Diese töten ihn, als sie für ihn keine Verwendung mehr haben.

## Geteiltes Serienmultiversum
Im November 2014 zeigte Greg Berlanti Interesse daran, Supergirl als Teil des Serienmultiversums, in denen auch die Serien Arrow und The Flash spielen, zu gestalten. Der Vorsitzende des Senders The CW, der beide Serien ausstrahlt, Mark Pedowitz, zeigte sich im Januar 2015 ebenfalls offen, Crossover-Folgen auch senderübergreifend zu veröffentlichen. Nina Tassler, Vorsitzende von CBS, welches Miteigentümer von The CW ist, meinte jedoch, dass Supergirl vorerst keine Crossover-Folgen mit diesen beiden Serien haben werde, da die Sendungen auf verschiedenen Fernsehsendern laufen. Greg Berlanti bestätigte jedoch, dass die Serien im selben Universum spielen. Es wurde angekündigt, dass die Serien Crossover haben werden, wobei jedoch vorerst nicht die Figuren, die in der jeweils einen Serie vorkommen, auch in der anderen Serie zu sehen sein werden. Anfang Februar 2016 gab CBS bekannt, dass ein Crossover mit The Flash geplant ist, das am 28. März 2016 erstausgestrahlt wurde. Anders als Berlanti ursprünglich verlauten ließ, spielt Supergirl jedoch nicht im selben Universum wie The Flash und Arrow, sondern in einem Paralleluniversum. In der Folge Willkommen auf Erde Zwei von The Flash ist während der Reise zur Erde Zwei Supergirl für einen kurzen Augenblick zu sehen und in Folge 18 Blitzbesuch ist das erste Crossover der Serie zwischen Flash und Supergirl zu sehen.
Seit dem 2019/2020 ausgestrahlten Crossover Crises on Infinite Earths spielt Supergirl nicht mehr auf Erde 38, sondern mit allen anderen Arrowverse-Serien auf einer einzigen Erde, der Earth Prime.

## Auszeichnungen
- People’s Choice Awards 2016 Favorite New TV Drama[33]